# Trutnov
Trutnov (germană: Trautenau) este un oraș în regiunea Hradec Králové, Republica Cehă. Are 31 400 lociutori.
1. ↑  Q66537830, accesat în 18 august 2019
2. ↑   https://www.trutnov.cz/cs/zivot-v-trutnove/historie-mesta/starostove-mesta/ing-arch-michal-rosa.html, accesat în 6 noiembrie 2023 Lipsește sau este vid: |title= (ajutor)
3. ↑  Malý lexikon obcí České republiky - 2017, accesat în 28 august 2018
4. ↑  Registr územní identifikace, adres a nemovitostí[*] Verificați valoarea |titlelink= (ajutor);